# Fufius
Fufius is een geslacht van spinnen uit de familie Cyrtaucheniidae.

## Soorten
Het geslacht kent de volgende soorten:
- Fufius albovittatus (Simon, 1891)
- Fufius annulipes (Mello-Leitão, 1941)
- Fufius antillensis (F. O. P.-Cambridge, 1898)
- Fufius atramentarius Simon, 1888
- Fufius auricomus (Simon, 1891)
- Fufius ecuadorensis (Simon, 1892)
- Fufius funebris Vellard, 1924
- Fufius lanicius (Simon, 1892)
- Fufius lucasi Guadanucci & Indicatti, 2004